# Liste von Vulkanen in Mexiko
Diese Liste von Vulkanen in Mexiko stellt aktive und erloschene Vulkane in Mexiko nach den Informationen des Global Volcanism Program der Smithsonian Institution zusammen (siehe L. Siebert, T. Simkin 2002). Die Höhenangaben können je nach Quelle leicht voneinander abweichen.
Niederschläge fallen in Zentralmexiko im Winter bis in Höhen von etwa 3000 m als Schnee, der jedoch meist binnen weniger Tage wieder weitgehend verschwindet; eine Schneekappe ist nur bei den Bergen über 5000 m ganzjährig zu beobachten. Bei den Berggipfeln unterhalb dieser Grenze schmilzt der Schnee bereits im Frühling, spätestens aber im Sommer, vollständig ab.
| Bild | Name                           | Vulkanfeld             | Bundesstaat             | Vulkantyp                  | Höhe [m]  | Koordinaten                   | Letzter Ausbruch          |
| ---- | ------------------------------ | ---------------------- | ----------------------- | -------------------------- | --------- | ----------------------------- | ------------------------- |
|      | Aguajito                       |                        | Baja California         | Caldera                    | 1300      | 27° 36′ 00″ N, 112° 32′ 00″ W | 0,5 ± 0,04 Ma BP          |
|      | Los Atlixcos                   |                        | Veracruz                | Schildvulkan               | 800       | 19° 48′ 32″ N, 096° 31′ 35″ W | unbekannt                 |
|      | Los Azufres                    |                        | Michoacán               | Caldera                    | 3400      | 19° 51′ 00″ N, 100° 38′ 00″ W | 26 ka BP                  |
|      | Bárcena                        |                        | Colima                  | Aschenkegel                | 332       | 19° 18′ 00″ N, 110° 49′ 00″ W | 1953                      |
|      | Cerro Las Cabras               | Michoacán-Guanajuato   | Michoacán               | Schlackenkegel             |           | 19° 49′ 34″ N, 101° 53′ 37″ W | >40 ka BP                 |
|      | Ceboruco                       |                        | Nayarit                 | Schichtvulkan              | 2280      | 21° 07′ 30″ N, 104° 30′ 30″ W | 1875                      |
|      | Cerro El Jabalí                | Michoacán-Guanajuato   | Michoacán               | Schlackenkegel             | 2240      | 19° 26′ 56″ N, 102° 06′ 40″ W | 1880 v. Chr. ± 150 Jahre  |
|      | Cerro Prieto                   |                        | Baja California         | Lavadom                    | 223       | 32° 25′ 06″ N, 115° 18′ 18″ W | unbekannt                 |
|      | Cerro Chichinautzin            | Chichinautzin          | Morelos, Mexiko-Stadt   | Schildvulkan               | 3470      | 19° 05′ 20″ N, 099° 07′ 48″ W | 200 n. Chr. ± 100 Jahre   |
|      | Cerro Mohinora                 |                        | Chihuahua               | erloschener Vulkan         | 3300      | 25° 57′ 22″ N, 107° 02′ 52″ W | unbekannt                 |
|      | El Chichón                     |                        | Chiapas                 | Lavadome                   | 1150      | 17° 21′ 36″ N, 093° 13′ 40″ W | 1982                      |
|      | Cofre de Perote                |                        | Veracruz                | Schildvulkane              | 4282      | 19° 29′ 30″ N, 097° 09′ 00″ W | 1150 ± 100 Jahre          |
|      | Colima                         |                        | Colima, Jalisco         | Schichtvulkane             | 3850      | 19° 30′ 50″ N, 103° 37′ 00″ W | 2010 (noch aktiv)         |
|      |                                | Comondú-La Purísima    | Baja California Sur     |                            | 780       | 26° 00′ 00″ N, 111° 55′ 00″ W | unbekannt                 |
|      | Coronado                       |                        | Baja California         | Schichtvulkan              | 440       | 29° 05′ 00″ N, 113° 30′ 48″ W | unbekannt                 |
|      | Cuauhtzin                      | Chichinautzin          | Mexiko-Stadt            | Schildvulkan               | 3510      | 19° 09′ 00″ N, 099° 07′ 12″ W | 5840 v. Chr. ± 500 Jahre  |
|      | Las Cumbres                    |                        | Puebla                  | Schichtvulkan              | 3940      | 19° 09′ 00″ N, 097° 16′ 00″ W | 3920 v. Chr. ± 50 Jahre   |
|      |                                | Durango-Vulkanfeld     | Durango                 | Schlackenkegel             | 2075      | 24° 09′ 00″ N, 104° 27′ 00″ W | unbekannt                 |
|      |                                | La-Gloria-Vulkanfeld   | Puebla                  | Schlackenkegel             | 3500      | 19° 20′ 00″ N, 097° 15′ 00″ W | unbekannt                 |
|      | Guadalupe                      |                        | Baja California         | Schildvulkan               | 1100      | 29° 04′ 00″ N, 118° 17′ 00″ W | unbekannt                 |
|      | Hoyo el Huanillo               | Michoacán-Guanajuato   | Michoacán               | Schlackenkegel             | unbekannt | 19° 41′ 02″ N, 101° 59′ 06″ W | 7350 v. Chr. ± 300 Jahre  |
|      | Los Humeros                    |                        | Puebla                  | Calderen                   | 3150      | 19° 41′ 00″ N, 097° 27′ 00″ W | unbekannt                 |
|      | Isla Isabel                    |                        | Nayarit                 | Aschenkegel                | 95        | 21° 50′ 54″ N, 105° 53′ 10″ W | unbekannt                 |
|      | Iztaccíhuatl                   |                        | Puebla, México          | Schichtvulkan              | 5230      | 19° 10′ 44″ N, 098° 38′ 30″ W | unbekannt                 |
|      |                                | Jaraguay-Vulkanfeld    | Baja California         | Schlackenkegel             | 960       | 29° 20′ 00″ N, 114° 30′ 00″ W | unbekannt                 |
|      | Jocotitlán                     |                        | México                  | Schichtvulkan              | 3900      | 19° 44′ 00″ N, 099° 45′ 30″ W | 1270 ± 75 Jahre           |
|      | El Jorullo                     | Michoacán-Guanajuato   | Michoacán               | Schlackenkegel             | 1330      | 18° 58′ 19″ N, 101° 43′ 05″ W | 1774                      |
|      | Malinche                       |                        | Puebla, Tlaxcala        | Schichtvulkan              | 4461      | 19° 13′ 51″ N, 098° 01′ 55″ W | 1170 v. Chr. ± 50 Jahre   |
|      |                                | Mascota-Vulkanfeld     | Jalisco                 | Schlackenkegel             | 2560      | 20° 37′ 00″ N, 104° 50′ 00″ W | unbekannt                 |
|      | Cerro El Metate                | Michoacán-Guanajuato   | Michoacán               | Schildvulkan               | 2900      | 19° 32′ 20″ N, 101° 59′ 35″ W | 2750 v. Chr. ± 200 Jahre  |
|      | La Mina                        | Michoacán-Guanajuato   | Michoacán               | Schlackenkegel             |           | 19° 42′ 45″ N, 101° 26′ 02″ W | 15220 v. Chr. ± 400 Jahre |
|      |                                | Naolinco-Vulkanfeld    | Veracruz                | Schlacken- und Aschenkegel | 2000      | 19° 40′ 00″ N, 096° 45′ 00″ W | 1200 v. Chr. ± 100 Jahre  |
|      | Nevado de Toluca               |                        | México                  | Schichtvulkan              | 4680      | 19° 06′ 30″ N, 099° 45′ 30″ W | ca. 1350 v. Chr.          |
|      | Papayo                         |                        | México                  | Lavadom                    | 3600      | 19° 18′ 30″ N, 098° 42′ 00″ W | unbekannt                 |
|      | Paricutín                      | Michoacán-Guanajuato   | Michoacán               | Schlackenkegel             | 2800      | 19° 29′ 35″ N, 102° 15′ 04″ W | 1952                      |
|      | Pelado                         | Chichinautzin          | Mexiko-Stadt            | Schildvulkan               | 3620      | 19° 09′ 00″ N, 099° 13′ 01″ W | 7930 v. Chr. ± 500 Jahre  |
|      | Cerro Pelon                    | Michoacán-Guanajuato   | Michoacán               | Schlackenkegel             |           | 19° 17′ 52″ N, 101° 54′ 47″ W | 0,37 ± 0,05 Ma BP         |
|      | Citlaltépetl (Pico de Orizaba) |                        | Puebla, Veracruz        | Schichtvulkan              | 5675      | 19° 01′ 48″ N, 097° 16′ 05″ W | 1846                      |
|      |                                | Pinacate Peaks         | Sonora                  |                            | 1200      | 31° 46′ 21″ N, 113° 29′ 54″ W | unbekannt                 |
|      | Popocatépetl                   |                        | México, Puebla, Morelos | Schichtvulkan              | 5426      | 19° 01′ 24″ N, 098° 37′ 20″ W | 2020                      |
|      | El Pueblito                    | Michoacán-Guanajuato   | Michoacán               | Schlackenkegel             |           | 19° 49′ 29″ N, 101° 55′ 24″ W | 29,0 ± 3,3 ka BP          |
|      | Punta Púlpito                  |                        | Baja California Sur     | Lavadom                    | unbekannt | 26° 31′ 00″ N, 111° 28′ 30″ W | 0,5 Ma BP                 |
|      |                                | San Borja-Vulkanfeld   | Baja California         | Schlackenkegel             | 1360      | 28° 30′ 00″ N, 113° 45′ 00″ W | unbekannt                 |
|      | Isla San Luis                  |                        | Baja California         | Aschenkegel                | 180       | 29° 58′ 00″ N, 114° 24′ 00″ W | unbekannt                 |
|      | San Martín                     | Sierra de los Tuxtlas  | Veracruz                | Schildvulkan               | 1650      | 18° 34′ 00″ N, 095° 12′ 00″ W | 1796                      |
|      |                                | San-Quintín-Vulkanfeld | Baja California         | Schlackenkegel             | 260       | 30° 28′ 04″ N, 115° 59′ 47″ W | unbekannt                 |
|      | Sangangüey                     |                        | Nayarit                 | Schichtvulkan              | 2340      | 21° 27′ 00″ N, 104° 44′ 00″ W | unbekannt                 |
|      |                                | Serdán-Oriental        | Puebla                  | Aschenkegel                | 3485      | 19° 16′ 00″ N, 097° 28′ 00″ W | unbekannt                 |
|      | Sierra la Primavera            |                        | Jalisco                 | Caldera                    | 2270      | 20° 37′ 00″ N, 103° 31′ 00″ W | 30 ka BP                  |
|      | Sierra Negra (Tliltépetl)      |                        | Puebla                  | Schlackenkegel             | 4580      | 18° 59′ 09″ N, 097° 18′ 53″ W | unbekannt                 |
|      | Monte Evermann, Socorro        |                        | Colima                  | Schildvulkan               | 1050      | 18° 47′ 00″ N, 110° 57′ 00″ W | 1994                      |
|      | Tacaná                         |                        | Chiapas                 | Schichtvulkan              | 4060      | 15° 07′ 48″ N, 092° 06′ 45″ W | 1986                      |
|      | Cerro la Taza                  | Michoacán-Guanajuato   | Michoacán               | Schlackenkegel             | 2340      | 19° 31′ 34″ N, 101° 43′ 30″ W | 6480 v. Chr. ± 300 Jahre  |
|      | Cerro Tetépetl                 | Chichinautzin          | México                  | Lavakegel                  | 2910      | 19° 06′ 00″ N, 099° 37′ 48″ W | 7290 v. Chr. ± 1000 Jahre |
|      | Tezontle                       | Chichinautzin          | México                  | Schlackenkegel             | 2940      | 19° 02′ 00″ N, 099° 28′ 00″ W | 19910 v. Chr. ± 540 Jahre |
|      | Volcán Tlaloc                  | Chichinautzin          | Mexiko-Stadt            | Schildvulkan               | 3690      | 19° 06′ 32″ N, 099° 01′ 48″ W | 4250 v. Chr. ± 75 Jahre   |
|      | Isla Tortuga                   |                        | Baja California Sur     | Schildvulkan               | 210       | 27° 26′ 00″ N, 111° 53′ 00″ W | unbekannt                 |
|      | Tres Cruces                    | Chichinautzin          | México                  | Schlackenkegel             | 2960      | 19° 06′ 00″ N, 099° 28′ 48″ W | 7370 v. Chr. ± 300 Jahre  |
|      | Tres Vírgenes                  |                        | Baja California         | Schichtvulkane             | 1940      | 27° 28′ 11″ N, 112° 35′ 28″ W | unbekannt                 |
|      | Xitle                          | Chichinautzin          | Mexiko-Stadt            | Schlackenkegel             | 3128      | 19° 14′ 28″ N, 099° 13′ 16″ W | 400 n. Chr. ± 100 Jahre   |
|      | Zitácuaro-Valle de Bravo       |                        | Michoacán               | Caldera                    | 3500      | 19° 24′ 00″ N, 100° 15′ 00″ W | 3050 v. Chr. ± 1000 Jahre |